# 101省道 (浙江省)
101省道，又称杭州—上海公路、杭州—金丝娘桥公路，原编号01，是浙江省曾经规划的一条省道，起点位于杭州市上城区九堡街道，途经临平区乔司街道、海盐县、平湖市乍浦镇，终点位于平湖市独山港镇金丝娘桥（浙沪界），全长120.314公里:117:191、218，2021年起被取消规划。